# バオバサ・アファ
バオバサ・アファ（Vaovasa Afa、1991年10月11日 - ）は、サモアのラグビーユニオン選手。

## プロフィール
- サモア出身[1]。
- ポジションはセンター(CTB)。
- 身長 177cm、体重 93kg

## 略歴
2024年、パリ2024五輪の7人制サモア代表に選ばれた。